# Buena Vista, Altotonga
Buena Vista är en ort i Mexiko.   Den ligger i kommunen Altotonga och delstaten Veracruz, i den sydöstra delen av landet, 200 km öster om huvudstaden Mexico City. Buena Vista ligger 1 962 meter över havet och antalet invånare är 720.
Terrängen runt Buena Vista är kuperad västerut, men österut är den bergig. Runt Buena Vista är det ganska tätbefolkat, med 129 invånare per kvadratkilometer. Närmaste större samhälle är Teziutlan, 15,8 km nordväst om Buena Vista. I omgivningarna runt Buena Vista växer i huvudsak städsegrön lövskog.